# Some Things Never Change
Some Things Never Change je desáté studiové album rockové skupiny Supertramp. Vydalo jej v březnu roku 1997 hudební vydavatelství Chrysalis Records a jeho producenty byli Jack Douglas a Fred Mandel. V žebříčku UK Albums Chart se album umístilo na 74. příčce, v několika zemích se dostalo do první desítky a bylo oceněno zlatou či platinovou deskou. Jde o první album skupiny od roku 1987, kdy vyšla deska Free as a Bird.

## Seznam skladeb
| Pořadí | Název                    | Autor             | Délka |
| ------ | ------------------------ | ----------------- | ----- |
| 1.     | It's a Hard World        | Rick Davies       | 9:46  |
| 2.     | You Win, I Lose          | Davies            | 4:31  |
| 3.     | Get Your Act Together    | Davies            | 4:49  |
| 4.     | Live to Love You         | Davies            | 5:18  |
| 5.     | Some Things Never Change | Davies            | 6:26  |
| 6.     | Listen to Me Please      | Davies            | 4:46  |
| 7.     | Sooner or Later          | Davies, Mark Hart | 6:50  |
| 8.     | Help Me Down That Road   | Davies            | 4:36  |
| 9.     | And the Light            | Davies            | 4:40  |
| 10.    | Give Me a Chance         | Davies, Hart      | 4:24  |
| 11.    | C'est What?              | Davies            | 8:17  |
| 12.    | Where There's a Will     | Davies            | 5:36  |

## Obsazení
- Rick Davies – klávesy, zpěv
- Mark Hart – kytara, klávesy, zpěv
- John Helliwell – saxofon
- Cliff Hugo – baskytara
- Bob Siebenberg – bicí
- Lee Thornburg – pozoun, trubka, doprovodné vokály
- Carl Verheyen – kytara
- Tom Walsh – perkuse, bicí
- Bob Danziger – kalimba
- Karen Lawrence – doprovodné vokály
- Kim Nail – doprovodné vokály